# 今田耕司
今田 耕司（いまだ こうじ、1966年〈昭和41年〉3月13日 - ）は、日本のお笑いタレント、司会者。愛称は、今ちゃん。
大阪府大阪市天王寺区出身。吉本興業所属。NSC大阪校4期生。

## 略歴

### NSC入学まで
実家は大阪市天王寺区生玉の道善寺という本門法華宗の寺で、実父は会社員と住職を兼業していた。
3人兄弟の末っ子で、兄と姉がいる。血液型に関しては公式プロフィールには長年O型と表記されており、後にA型だったことがカミングアウトされてからも当面はO型で通していた。
子供の頃は西川のりおの大ファンだった。
中学3年時、友人と3人で独立していこうと決心して家出するも、数日で連れ戻されて自宅謹慎になる。
1981年、担任からの勧めで当時は全寮制だった日生学園第一高等学校（現在の桜丘高等学校）に入学。朝4時半に起床して水をかぶることが決まりであり、脱走者が出たら帰ってくるまで正座で待つか、懐中電灯を持って付近の山狩りを行わされたという。1年生の秋には「『プリズン・ブレイク』のような感じ」で学校から脱走した。その際は山を2つ越えて脱走に成功したものの、退学手続きのため保護者同伴で学校に戻ったところ、担任から「学校を続けると言うまで殴る」と親の眼前で体罰を受けて失敗した。しかし結局1年生の冬休みに帰省した際、学校には戻らず退学した。
その後、清風高等学校定時制課程普通科に編入。昼の時間帯は日本一若い店長になることを目標に、ラーメン屋で働いていた。このため野菜の千切りが非常に得意である。夏休みは友人数人と母方の実家である宮崎県児湯郡高鍋町に滞在、小丸新茶屋（うどん店）でアルバイトしながらサーフィンに没頭していた。
定時制高校の卒業後は、「手に職をつけたい」と思い寿司職人か美容師の専門学校の入学を検討した。しかし学費が高い上に肌が弱かったため、医者から「水を扱う職業には向いていない」と忠告されたこともあって断念。

### NSC時代
途方に暮れていた時、当時入学料が5万円程度だった吉本総合芸能学院（以下、NSC）に目が留まり、「昔からお笑いも好きやし」と軽い考えで1985年、4期生としてNSCへ入学した。同期ではNSCにて130R（ほんこん・板尾創路）、桂茶がまがいて、吉本以外ではウッチャンナンチャンにダチョウ倶楽部や出川哲朗など。 ダウンタウンの存在はNSCに入学するまで知らなかった。日生学園の先輩でもある浜田雅功を「当時、1年目、2年目の自分から見た浜田さんは、すごすぎた。松本さんは芸としての天才で、浜田さんは司会者としてすごかった。浜田さんのノビノビと、わーって叩いて笑ってって、そういうのすごい憧れでした」と語り、松本人志のことは「芸はもちろんですけど、松本人志さんのお笑いをつくる姿勢がカッコ良くて、すごく影響受けましたよ」と語っている。
吉田ヒロとはNSCではヒロが2年先輩ではあるものの（ただし芸能活動は今田の方が先輩）、今田からは「ヒロ」と呼び捨てにされており、タメ口で会話されている（年齢は今田の方が2学年上）。その反面ヒロは今田のことを呼び捨てにせず「今ちゃん」と呼び、年下の同期であるかのような接し方をしている。
程なくして、ほんこんとコンビ「ダブルホルモンズ」を結成。ほんこんは「骨付きカルビ」という芸名でボケ、今田は「上ロース」という芸名でツッコミを担当。ネタはほんこんが作り、節水をテーマにした漫才などを披露していた。
NSCは実家から2駅離れた場所にあったため、当時今田はNSCには実家から通っていた。家に帰れば食事も寝る所もあり、さらに夜はアルバイトをしていたため金もそこそこあった。そのため今田は当時を振り返り、「良いこと尽くめの下積み時代だった」と語っている。
1986年、ダブルホルモンズを解散（毎回ネタ合わせに今田が来ずほんこんが激怒したのが原因と言われている）、ピン芸人として活動を始める。ちょうど当時、2丁目劇場ができるタイミングで前座のオーディションがあり、ピンになって初めて書いた「才能のない構成作家のオーディション」というネタで合格した。ダウンタウンとはこの頃に出会い、「おもろいな」と爆笑してもらったのが最初に交わした言葉である。

### デビュー後
1986年、京都花月12月中席（12月11日 - 12月20日）にて劇場デビューする。この時に東野幸治と知り合い、意気投合。『4時ですよーだ』などで2人でコントを披露して以降、多くの番組で東野と共に司会を務めた。
1987年4月、『4時ですよーだ』放送開始。1989年秋、『4時ですよーだ』終了後は東野らと共に吉本新喜劇の補強メンバーとして活動。時には座長としても舞台をこなした。
1991年4月、『正解るんです』（CBCテレビ制作）に東野幸治と共に出演、ローカル深夜番組にもかかわらず熱狂的ファンを集めた。以降東野幸治と共に、長らく名古屋のCBCテレビで深夜のレギュラー番組を持っていたが、2020年3月末の『本能Z』の終了で一旦打ち切られることとなった。
1991年秋、『ダウンタウンのごっつええ感じ』レギュラー放送開始に伴い新喜劇を卒業し東京進出。以来ダウンタウンの番組出演のほか、Wコウジとして司会などで活躍した。
1995年、『今田耕司のシブヤ系うらりんご』で初めての冠番組を持つ。『いつかまた逢える』に出演で初めてのキスシーンを大塚寧々、西田尚美らと演じた。
2004年、島田紳助謹慎騒動に伴い、幾つかの番組は紳助の代役として今田に白羽の矢を立てた。それらの番組で今田は予想以上の働きぶりを見せ、特に『開運!なんでも鑑定団』での代理司会ではテレビ東京の当時の社長である菅谷定彦から絶賛されるなど、彼のタレントとしての能力の高さを世間に再認識させた。今田自身は『しゃべくり007』出演時、お笑いの道を志す際の憧れだった人物として、紳助の名前を挙げている。
2007年、不定期の特番として放送されていた『今田ハウジング』（日本テレビ）が、3月7日から水曜19:58 - 20:54の時間帯にて1年間、レギュラー放送された。自身初のゴールデンでの冠番組となった。
2008年以降、『今ちゃんの「実は…」』（朝日放送）で司会を務める。番組内の新たな言葉を生み出し番組内のウィキペディア辞書に登録するコーナー、そして本物のウィキペディアに書き込まれた人物の真相を確かめるミニコーナーがあった。
2008年4月28日発売の『週刊現代』に、今田が未成年の女性に飲酒を無理強いさせたうえで淫行に及んだという記事が掲載される。今田本人と所属事務所である吉本興業は「事実無根で名誉を棄損」として、講談社に対して損害賠償及び謝罪広告の掲載を求めて名誉毀損などで提訴したが、講談社側が2009年10月26日発売の同誌に「記事の事実確認はできませんでした」とする謝罪広告を掲載し、11月6日付で今田宛の損害賠償金550万円と遅延損害金を支払ったため、同日付で訴訟を取り下げた。吉本は「謝罪広告の内容や賠償額などは必ずしも満足できるものではないが、気持ちを新たに仕事へ専念することを優先し、早期解決することにした」と今田の心境を代弁した。
2011年8月23日、事務所の先輩であった島田紳助が芸能界を電撃引退表明。冠番組の終了が相次ぐ中、冠になっていない『開運!なんでも鑑定団』と『人生が変わる1分間の深イイ話』の2番組の司会に抜擢され、TBSの春と秋の大型スペシャル番組である『オールスター感謝祭』に関しても引退直後の2011年秋の放送回でのリレー方式を経て2012年春の放送回から正式に2代目総合司会に就任し紳助の後を引き継ぐなど、紳助の後任司会者として最も多くの番組を引き継ぐことになった。結果的に紳助引退以降も多数のレギュラー番組に出演しているほか、ルミネtheよしもとで新喜劇の座長も務めている。

## 人物

### 好きなもの
- 筋肉エンタメ集団マッチョ29 - 推しメンは今井耕二、山崎徳義、菅原辰馬。
- 動物 - 『森田一義アワー 笑っていいとも!』にて過去にペットを15匹飼っていたことを明かした。小学生時代は飼育小屋の鶏の卵を許可を得て自宅に持ち帰り、孵化させ鶏にまで育て上げた。
- ブルース・リー - 自宅にはブルース・リーのフィギュアやポスターが部屋中のいたるところに整然と飾られており、自らが「ブルース・リーBAR」と呼ぶスペースまであった。
- 芸能ゴシップ - 仲の良い東野と共に「吉本のゴシップ兄弟」を自称している。また、2人合わせてWコウジと呼ばれているが正式なコンビではない。
- 漫画・アニメ - 自宅に漫画を読むための部屋を持ち、複数の漫画雑誌も購読している。またアニメ通でもあり、『新世紀エヴァンゲリオン』のファン。
- 格闘技 - 90年代後半からパンクラス、その後GRABAKAの一般会員として格闘スポーツジムに通っている。また格闘家のスポンサー的組織「今田道場」を主宰し元DEEPフェザー級王者の松本晃市郎を輩出した。
- 『あまちゃん』 - 2013年上期のNHK連続テレビ小説[8]。

### 交友関係
- 岡村隆史（ナインティナイン）は今田を兄さんとして慕っているだけでなく、又吉直樹（ピース）と3人で独身男性芸人の親睦会「アローン会」を作り、親交を深めていた。ただし、岡村は2020年10月10日に一般人女性と結婚した。
- 福山雅治とは1992年に自身のラジオ番組にゲストとして招待して以来の古い付き合いであり、福山のアルバム『SING A SONG』では今田が収録全曲のレビューを執筆した。時々アダルトビデオの交換をする仲でもある（文化放送『Come on FUNKY Lips!』にてゲストの福山が事実を認める）。

その他
- ビートたけし
- 明石家さんま
- 松本人志
- 東野幸治
- 高橋茂雄
- 馬場裕之
- 板尾創路
- 木村祐一
- 千原ジュニア
- ハロー植田
- 博多大吉
- かじがや卓哉
- 品川祐
- インタビューマン山下
- 大悟
- 宮迫博之
- 松尾陽介など

### 評価
- 『日経エンタテインメント!』（日経BP社）2009年2月号におけるインタビューにおいて、「（2008年の）今田の好調ぶりを支えるのは抜群のトーク力。とりわけ『生放送に強い』というのが業界内での認識だ」と評されている。これについて今田は「生放送は好き。もともと収録放送の番組でも生放送のつもりで向き合っている」と語っている。また自身のトーク力について「大阪でダウンタウンさんの生放送の番組（『4時ですよーだ』）に出してもらったり、デビューして1年目くらいから生放送にしか出ていなかったから鍛えられた」と自己分析している。
- 『ごっつええ感じ』のコント、「MR.BATER」において松本から「そんなんやから週刊誌に『ダウンタウンの腰巾着』て書かれるんや」「二線級のタレント」などとからかわれたことがある。しかし実際のところ今田に対する松本の評価は「生涯で稼ぐ金額は今田の方が（松本自身より）上やないかなあ」「今田の方がこの先（自分より）メジャーになる」と言わしめるほど高いもので[3]、『放送室』でも「松本軍団の中で誰が一番優秀か」と問われた松本は「せやねぇ、うちは厳しいよ。でも今田かな」と答えている。
- 『週刊プレイボーイ』で連載中の「松本人志の怒り」の中で、トーク力を千原ジュニア（千原兄弟）と共に認められており、松本は「（この2人は）食いっぱぐれる事は無い」と評価している。
- 松本からそのような評価を受けている今田であるが、他のタレントとは異なり、自身が出演する番組においてむやみにギャラを引き上げないよう交渉しているとの話がある[9]。元々はたくさんの番組に出演したいという理由で抑えてきたものであったが、2008年後半以降放送業界に不況の波が押し寄せ、高額ギャラを受け取っている大物司会者などのリストラが始まっている今日において、この姿勢が今後有利に働いてくるのではないかとも見られている[10]。
- 2000年9月、フジテレビの『明石家マンション物語』代表として明石家さんまらと『めちゃイケ』内のコーナー「七人のしりとり侍」に出演したときは、さんまとの丁々発止のやりとりでレギュラー陣を圧倒し、「さんま兄さんはすごいが、それを光らせた若頭（今田）があってこそ」と感心させた[3]。また、ナインティナインからは「お笑いお化け」とも称される。
- ガダルカナル・タカは今田をライバル視しており、やしきたかじんの番組で「芸能人の中で、この人には勝てないと思うのは誰?」という質問に今田を挙げている。また、今田が若手時代のころにタカが大阪の番組で共演し、「東京の番組には来てもらいたくないなあ」と今田の実力を高く評価していた。
- 同期の板尾からは、「自分と真逆の人間で、居心地は凄くいい」「タレントとして、あいつにだけは勝たれへんと思ってる」「天性の明るさと面倒見の良さと場の空気を何とか面白くしようとする、どんなボケでも拾う、あの感じはオレにはできへん。凄いなと思いますよ」と高く評価されている。
- オリコンによる「好きな司会者ランキング」では2009年は7位[11]、2010年は3位[12]。

- 1994年１月20日に放送されたバラエティー番組ダウンタウン汁では大竹まことに「今田が女性を“性の道具”としか見てない」と私生活を言及されていたが、2024年現在の今田は「コンパは予約数年待ちという高級店」、「女性には紳士的で金払いがいい」と好評価されているとされる[13][14]。

### その他
- 「芸能界随一のキレイ好き」として知られており、2015年には家電メーカーが実施する「ベストクリーニスト賞」を受賞[15]。後輩芸人や共演者からは極度な潔癖症としてのエピソードを語られることも多い。だが今田本人は、自分はそれほど潔癖症ではなく、ノリで言ったことがすぐウィキペディアに載ってしまうことへの懸念を表明している[16]。
- 趣味はピアノで、坂本龍一の「メリー・クリスマス・ミスター・ローレンス」や久石譲の「Summer」（映画『菊次郎の夏』テーマソング）をテレビ番組で演奏したこともある。テイトウワのプロデュースで「KOJI1200」（読みは「コージ・トウェルブ・ハンドレッド」、後に「KOJI-12000」）として歌手活動を行っていた頃のインタビューでは、デュラン・デュランなどのニューロマンティック、ニューウェーブへの造詣の深さが語られており、音楽的なセンスを持ち合わせている。その知識を買われ、お笑いタレントにもかかわらず『TK MUSIC CLAMP』にゲスト出演、小室哲哉と対談した。またビートたけしとも交流があり、たけしからピアノをプレゼントされた。
- 結婚したい女性のタイプは「歯と歯茎がきれいな子」。
- ここ数年の悩み事は「丸顔」で、芸人仲間にも相談できず悩んでいる。

## 出演

### テレビ

#### レギュラー番組
現在
- アナザースカイ → Google Pixel presents ANOTHER SKY（2008年10月10日 - 2021年10月1日・2022年10月7日 - 、日本テレビ） - MC
- 開運!なんでも鑑定団（2011年8月30日 - 、テレビ東京） - MC
- オハ! よ〜いどん（2022年4月4日 - 、NHK Eテレ） - 園長
- ダイブツのイマダ!（2024年4月5日 - 、富山テレビ）[17]

過去
- 4時ですよーだ（1987年4月6日 - 1989年9月29日、毎日放送）
- ダウンタウンのゆーたもん勝ち（1988年4月5日 - 1988年9月27日、毎日放送）
- よしもと新喜劇（毎日放送）
- 気分はジャマイカ!（読売テレビ）
- ラジオDEごめん（1989年10月 - 1990年3月、中京テレビ）
- ビレッジ吉本（1990年8月 - 1991年3月、TBS）
- 正解るんです（1991年4月3日 - 1993年3月22日、中部日本放送）
- ダウンタウンのごっつええ感じ（1991年12月8日 - 1997年11月2日、フジテレビ）
- 摩訶不思議 ダウンタウンの…!?（1992年4月 - 1993年9月、朝日放送）
- 生生生生ダウンタウン（1992年4月15日 - 1993年3月24日、TBS）
- 今田・東野の血が騒ぐ（1993年4月5日 - 1993年9月27日、中部日本放送）
- ダウンタウン汁（1993年10月7日 - 1994年9月26日、TBS）
- 殿様のフェロモン（1993年10月16日 - 1994年3月26日、フジテレビ）
- 爆裂!異種格闘技TV（1994年1月6日 - 3月24日、毎日放送）
- ファミ通ゲームカタログ → ゲームカタログII （1994年4月8日 - 1995年3月25日、テレビ朝日）
- マジカル頭脳パワー!!（1994年7月 - 1995年10月・1996年10月17日 - 1999年9月16日、日本テレビ）[18]
- 即席!明るい改造計画 （1994年4月11日 - 1994年9月12日、読売テレビ）
- まっ昼ま王!!（1994年10月3日 - 1995年3月31日、テレビ朝日）
- 天使のU・B・U・G（1994年10月13日 - 1995年3月16日、フジテレビ）
- 学校では教えてくれないこと!!（1994年11月12日 - 1995年9月9日、フジテレビ）
- 今田耕司のシブヤ系うらりんご（1995年3月27日 - 1995年9月29日、フジテレビ）
- かざあなダウンタウン（1995年5月9日 - 1996年3月30日、テレビ朝日）
- 冒冒グラフ（1995年10月9日 - 1996年3月29日、フジテレビ）
- BANG! BANG! BANG! （1996年1月 - 9月、フジテレビ）
- Oh!黄金サービス（1996年4月 - 9月、フジテレビ）
- 今田・東野のCMコウジ園（1996年4月 - 1997年3月、日本テレビ）
- 猛烈アジア太郎（1996年4月 - 1997年3月、フジテレビ）
- 爆走!ポンチーズ（1996年4月3日 - 1997年3月26日、テレビ朝日）
- 熱帯シナモンズ（1996年10月 - 1997年3月、TBS）
- アムロ今田きっとNo.1（1996年10月6日 - 1997年9月28日、日本テレビ）
- ひらめけ!発明大将軍（1996年10月18日 - 1997年3月21日、日本テレビ）
- らぶ衛門（1997年4月 - 9月、テレビ朝日）
- 快傑!コウジ園（1997年4月6日 - 1998年9月27日、日本テレビ）
- たけしの誰でもピカソ（1997年4月18日 - 2009年3月20日、テレビ東京）[19]
- 名古屋が最高!（1997年4月26日 - 1998年6月27日、中部日本放送）
- クイズ!渡る世間は金ばかり?!（1997年10月25日 - 1998年1月10日、テレビ朝日）
- 追跡!金運王国（1998年1月17日 - 1998年3月14日、テレビ朝日）
- 一番星JAPAN（1998年4月 - 8月、朝日放送） - MC
- 今ちゃんの中野探検隊（TBS） - MC
- 純情学園男組（1998年9月5日 - 1999年6月26日、朝日放送）
- いろもん貳 → いろもん參（1998年10月1日 - 2002年3月28日、日本テレビ）
- おとこのこおんなのこ（1998年10月13日 - 1998年10月24日、フジテレビ）- MC
- FUN（1998年10月9日 - 2004年3月26日、日本テレビ）
- 快進撃TVうたえモン（1999年1月12日 - 1999年9月14日、フジテレビ）
- ナンバ壱番館（1999年10月 - 2004年3月、朝日放送）
- あいのり（1999年10月11日 - 2009年3月23日、フジテレビ）
- 明石家マンション物語 → 明石家ウケんねん物語（1999年10月13日 - 2002年3月20日、フジテレビ）
- ネッパ者（1999年10月19日 - 2000年12月23日、中部日本放送）
- わらいのじかん → わらいのじかん2（1999年10月23日 - 2000年9月16日、テレビ朝日）
- 今田・極楽のエンタ（2000年4月 - 2001年3月、毎日放送） - MC
- 東京上陸バラエティー ゴズィラ（2001年4月 - 2001年12月、毎日放送） - MC
- モノ好きっ!パラダイス（2001年4月 - 2001年9月、テレビ朝日）
- プロの動脈。（2002年 - 2004年、読売テレビ） - MC
- 産直限定!通販バトル （2003年、テレビ東京）
- 交通バラエティ 日本の歩きかた（2003年10月13日 - 2004年3月8日、フジテレビ）
- やりにげコージー → やりすぎコージー（2004年4月7日 - 2011年9月14日、テレビ東京）[19]
- アフリカのツメ（2004年4月8日 - 2005年3月31日、読売テレビ）
- 脳内エステ IQサプリ（2004年4月24日 - 2009年3月14日、フジテレビ） - サプリリーダー（解答者）
- 着信御礼!ケータイ大喜利（2005年1月5日 - 2017年4月9日、NHK総合）
- マツケン・今ちゃん・オセロのGO!GO!サタ（2005年4月9日 - 2009年9月26日、フジテレビ）
- あなた説明できますか?（2005年10月 - 2006年6月、毎日放送）
- お笑いLIVE10!（2005年10月26日 - 2006年2月8日、TBS）
- ド短期ツメコミ教育!豪腕!コーチング!!（2006年4月10日 - 2007年9月10日、テレビ東京）
- 今田ハウジング（2007年3月7日 - 2008年3月12日、日本テレビ）
- 今ちゃんの「実は…」（2008年4月10日 - 2022年10月26日、朝日放送） - MC
- 爆笑レッドカーペット（2008年4月16日 - 2010年8月1日、フジテレビ） - MC
- 寿命をのばすワザ百科（2009年4月4日 - 5月30日・2010年7月9日 - 9月3日、日本テレビ）
- クイズなんでもNo.1決定戦（2009年8月5日 - 8月26日、毎日放送）
- シアワセ結婚相談所（2009年9月1日 - 2010年6月15日、日本テレビ）
- オレワン（2009年10月13日 - 2010年3月16日、フジテレビ）
- クイズ ALL FOR ONE（2009年10月15日 - 2010年3月26日、TBS）
- うんちくクン → うんちく・しりすぎ（2010年1月15日 - 6月18日、日本テレビ）
- 金曜日のキセキ（2010年10月15日 - 2011年6月17日、フジテレビ）
- G★ウォーズ（2010年10月17日 - 2011年2月6日、フジテレビ）
- サタデー・ナイト・ライブ JPN（2011年6月4日 - 12月24日、2012年10月27日 - 12月22日、フジテレビ・フジテレビNEXT）
- 炎の体育会TV（2011年10月10日 - 2023年3月18日、TBS） - MC[19]
- KOZY'S NIGHT 負け犬勝ち犬（2011年10月12日 - 2012年9月26日、テレビ東京）[19]
- 特盛!よしもと 今田・八光のおしゃべりジャングル→今田耕司のネタバレMTG（2012年 - 2025年、読売テレビ）- MC
- クイズ!イチガン（2012年4月20日 - 2012年7月27日、TBS）
- 日10☆演芸パレード（2012年10月14日 - 2013年8月4日、毎日放送）- 支配人
- 人生が変わる1分間の深イイ話（2012年10月15日 - 2022年3月21日、日本テレビ）- スペシャルコメンテーター[19]
- ジェネレーション天国（2013年1月28日 - 2014年3月10日、フジテレビ）- 司会
- 噺家が闇夜にコソコソ（2014年4月1日 - 9月23日、フジテレビ）- 司会
- バイキング（2014年10月15日 - 12月24日、フジテレビ）
- 不思議探求バラエティー ザ・世界ワンダーX（2014年10月19日 - 2015年3月8日、TBS）
- さんまのお笑い向上委員会（2015年4月18日 - 2023年9月30日、フジテレビ）- 準レギュラー[注 2][19]
- 本能Z（2015年10月4日 - 2020年3月25日、中部日本放送）
- ファミリーヒストリー（2016年3月24日 - 2024年3月13日、NHK総合）- MC[19]
- あるある議事堂 → こんなところにあるあるが。土曜♥あるある晩餐会（2016年4月10日 - 2017年9月16日、テレビ朝日）
- テンション上がる会?〜地球のことで熱くなれ!〜（2017年10月22日 - 2018年3月4日、テレビ朝日）
- 弁護士といっしょです（2018年4月 - 9月30日、テレビ朝日） - MC
- ピンポイント業界史（2018年10月7日 - 2019年3月31日、テレビ朝日）
- 吉本坂46が売れるまでの全記録シーズン2（2019年4月 - 2020年9月、テレビ東京） - MC
- いまだにファンです! → すじがねファンです! → ひかくてきファンです!（2019年4月7日 - 2020年9月24日、テレビ朝日） - MC
- 乃木坂46のザ・ドリームバイト!〜働き方改革!夢への挑戦!〜（2019年12月24日 - 2020年3月31日、フジテレビ） - MC
- ザ・ベストワン（2021年10月15日 - 2022年9月9日、TBS） - MC[19][20]
- ワイドナショー（2023年4月2日 - 2025年3月30日、フジテレビ）- 隔週コメンテーター

#### 特番
現在
- FNS27時間テレビ（1991年7月21日・1995年7月15日 - 2019年11月3日・2023年7月22日 - 、フジテレビ）- 通算23回出演[注 3]
- ものまね王座決定戦（2000年10月3日・2012年7月6日 - 、フジテレビ）- MC
- 爆笑そっくりものまね紅白歌合戦スペシャル（2000年12月26日 - 、フジテレビ） - 白組司会
- 八方・今田の楽屋ニュース（2003年12月27日 - 、朝日放送） - MC
- M-1グランプリ（2003年12月28日 - 2010年12月26日・2015年12月6日 - 、朝日放送） - MC
  - 速報!M-1ネクストデイ 〜王者誕生までの舞台裏〜（2023年12月25日、朝日放送） - MC[21]
- さんまのまんま新春SP（2006年1月2日 - 、関西テレビ）- 「おすすめ芸人コーナー」進行
- やりすぎ都市伝説（2007年8月17日 - 、テレビ東京） - MC
- オールスター感謝祭（2011年10月1日 - 、TBS） - 総合司会[注 4]
- ザ・ベストワン（2020年3月15日 - 2021年10月2日・2022年10月8日 - 、TBS）- MC
- 大相撲どすこい研（2020年7月18日 - 、NHK BS1→NHK BS） - MC
- お笑いの日（2020年9月26日 - 、TBS）-「ザ・ベストワン」MC
- DRAGON CHEF→CHEF-1グランプリ（2021年7月4日 - 、朝日放送）
- みんな集まれ!こどもうたまつり（2022年5月5日 - 、NHK Eテレ） - MC
- わが心の大阪メロディー（2022年10月25日 - 、NHK大阪放送局） - 司会
- 人生が変わる1分間の深イイ話（2022年11月16日 - 、日本テレビ）- スペシャルコメンテーター
- 今田耕司の買うならイマダ おかんと通販してみた!（2023年5月20日 - 、テレビ朝日） - MC[22]
- 今田と西村キャンプ場（2023年6月25日 - 、テレビ新広島）[23][24]
- サンバリュ（日本テレビ）
  - 解決食堂 〜すべては食で解決する〜（2024年3月10日）- MC
  - デビュー戦TV（2024年5月5日） - MC
  - 芸人○○-1グランプリ（2024年9月22日 - ） - MC[25][26]
- ファミリーヒストリー（2024年4月24日 - 、NHK総合）- MC
- 前略 今田さん、移住するってよ（2024年11月2日 - 、福岡放送）[27]

過去
- FNS番組対抗!なるほど!ザ・春秋の祭典スペシャル（1991年9月30日 - 1995年9月25日、フジテレビ）
- 爆笑ヒットパレード（1992年1月1日 - 1995年1月1日・2002年1月1日 - 2018年1月1日、フジテレビ） [注 5]
- 24時間テレビ  愛は地球を救う15（1992年8月29日、日本テレビ）- 「ミッドナイト大喜利歌合戦」出演
  - 24時間テレビ 愛は地球を救う24（2001年8月18日・19日、日本テレビ） - 番組パーソナリティ
  - 24時間テレビ 愛は地球を救う26（2003年8月24日、日本テレビ）- 山田花子の応援
  - 24時間テレビ 愛は地球を救う39（2016年8月27日・28日、日本テレビ）- サポーター
  - 24時間テレビ 愛は地球を救う46（2023年8月27日、日本テレビ）-「想い出のあの人と…つなげちゃいます!運命の生再会SP」MC
- 明石家さんまのスポーツするぞ!大放送（1993年8月14日 - 1997年12月4日、フジテレビ）
- 今田東野ナイナイの芸能界ダメならぬがねば!!（1994年10月1日、フジテレビ）- 司会
- FNS番組対抗NG名珍場面大賞（1994年12月30日 - 2000年12月28日、フジテレビ）- 司会
- テレビの鉄人!大晦日の祭典スペシャル（1995年1月1日、フジテレビ）- 「殿様のフェラーリ」司会
- 新春かくし芸大会（1995年1月2日・1996年1月1日、フジテレビ）- 紅組 メンバー
- 挑戦大みそか! 今田・東野・板尾の鬼のいぬ間に天下獲るったるねん（1995年12月31日、フジテレビ）- 司会
  - 新春ええのんかスペシャル 今田・東野・板尾の元旦からすんません（1996年1月1日、フジテレビ）- 司会
- 裏番組をブッ飛ばせ!!'95大晦日スペシャル（1995年12月31日、日本テレビ） - 司会[注 6]
- 志村けんのバカ殿様（1996年1月15日、フジテレビ）- 家来志願として東野と出演
- 今田東野のメチャごっついかあちゃんのいる家族日本一決定戦（1996年3月20日、TBS） - 司会
- 全日本有線放送大賞（1996年11月23日、日本テレビ） - 司会
- 今田・東野・加藤の夢のお年玉（1997年1月1日、テレビ朝日） - 司会
- 今田・東野の吉本新兵器 狂乱の東京上陸大作戦'97（1997年1月3日、日本テレビ） - 司会
- スーパークイズスペシャル（1997年3月20日 - 1999年9月15日、日本テレビ） - コーナーMC
- 超豪華オールスター大集合!!番組対抗 炎の熱血バトル（1997年9月16日 - 1998年10月6日、テレビ朝日） - MC
- 劇的瞬間スペシャル!（1997年10月9日 - 1999年10月1日、フジテレビ） - 「衝撃映像未体験ゾーン」司会
- 27時間ぶちぬきスペシャル 熱血チャレンジ宣言'97（1997年11月8日・9日、テレビ朝日）- 「ブリーフ4」の一員として出演
- 年末年始 ザ・視聴率ベスト30!!（1998年1月10日 - 2003年1月6日、日本テレビ） - 司会
  - 有名人100人が選ぶ! ザ・人気番組ベスト30（2004年1月6日、日本テレビ） - 司会
- 今田・東野・ロンブーの世界サーカス祭りinハンガリー（1998年3月7日、テレビ朝日）
- FNS番組対抗!春秋の祭典スペシャル（1998年9月30日・1999年9月29日、フジテレビ）
- オールザッツ漫才（1998年12月29日 - 2000年12月29日、毎日放送） - 総合司会
- 平成あっぱれテレビ（1999年1月1日 - 2001年1月1日、日本テレビ） - 司会
- 志村けん&今田耕司のアジアを迷走!?最高の美食ツアー（1999年9月28日、朝日放送）
- 史上最強のメガヒット カラオケBEST100 完璧に歌って1000万円（1999年12月18日、テレビ朝日） - 司会
- 今田耕司の夜回り秦行 1999冬（1999年12月22日、テレビ東京）
- 手に汗にぎるお正月!激突!!最強バトルNo.1（2000年1月2日、テレビ朝日） - 司会
- 超人気番組CMの祭典（2000年3月16日・9月28日、日本テレビ） - 司会
- BS朝日開局スペシャル 今田耕司&都並敏史が強力プッシュ(秘)ソフトを一挙紹介（2000年12月2日、BS朝日）
- 手塚治虫スペシャル 20世紀最後の怪事件 〜鉄腕アトムの名推理!〜（2000年12月5日、朝日放送） - 司会
- 日テレ音楽番組大集合歌って踊ってXマス!（2000年12月20日、日本テレビ） - 司会
- 日テレ人気番組大集合 オイシイとこだけ全部見せますSP（2001年3月28日・10月3日、日本テレビ）
- 発見!日本ものまね列伝!! ～ものまね紅白への道～（2001年8月11日、フジテレビ） - 司会
- スーパースペシャル （日本テレビ）
  - 衝撃暴露!仮面の告白 激ヤバ芸能界ウラ情報極秘流出スペシャル!!（2001年9月22日） - 司会
  - 一言で人生一発大逆転 天使の言葉 悪魔の言葉（2004年2月21日） - MC
- 1億3000万人が選ぶ!ベストアーティスト（2001年12月19日 - 2008年12月16日、日本テレビ） - 司会
- プロ野球オールスタースポーツフェスティバル（2002年1月2日 - 2007年1月2日、読売テレビ） - 司会
- 1億2千万人が超びっくり!!コレが噂のストリートマジック（2002年1月3日、フジテレビ） - 司会
- 地上最強パワー決戦!剛力王（2002年4月17日、フジテレビ） - 司会
- 今田耕司☆藤井隆のお笑い!ワールドウォーカー（2002年5月11日 - 2004年7月31日、日本テレビ）
- 鳥人間コンテスト選手権大会（2002年8月31日 - 2007年9月6日、日本テレビ） - 司会
- 松本人志・中居正広VS日本テレビ（2002年9月26日、日本テレビ） - 「FUN」進行
- LAUSH&PEACE 笑いはニッポンを救う。（2002年10月5日、日本テレビ） - 司会
- 吉本俺達いい日旅立ち（2003年1月3日 - 2005年1月3日、中部日本放送）
- 有名人のお宅に学べ!!リフォーム 今田工事店（2003年3月30日・6月8日、日本テレビ）- 社長
  - 有名人御用達 今田リビング 憧れのライフスタイルに変身（2005年12月31日・2006年3月26日、日本テレビ）- 社長
- ニッポン!面白バトル!非常識はドッチだスペシャル 東京vs大阪ココが変!?（2003年6月7日、テレビ東京）- MC
- アイアン主婦グランプリ芸能人妻No.1決定戦（2003年6月22日・2005年11月29日、東海テレビ） - 司会
- ズームイン総力取材 世界の絶叫マシーン!一番怖〜いの決定戦（2003年11月1日 - 2005年9月23日、日本テレビ） - MC
  - ズームイン総力取材 絶叫マシーン世界最新TOP30（2008年7月31日、日本テレビ）- MC
- ニューカマーズ 「LOVE+TRAP」（2003年11月16日、フジテレビ） - MC
- 生放送!お笑い格闘新年会（2004年1月1日、テレビ東京） - MC
- THEスペシャル!「世界の超魔術大バトル プリンセス天功vsマスクマジシャン頂上決戦」（2004年4月10日、日本テレビ）- 司会
- 久本&今田のお笑いネタの大辞典（2004年8月11日 - 2005年5月28日、TBS） - 司会
- お笑い向上委員会（2004年8月31日・2005年2月15日、テレビ東京） - MC
- 祝!芸人生活20周年 〜今田耕司の沖縄お祝いツアー〜（2004年、毎日放送）
- ズームイン!!SUPER NG投稿ビデオ大賞スペシャル（2004年12月29日 - 2008年12月25日、日本テレビ）- MC
- 今田ハウジング（2004年12月30日 - 2006年11月11日、日本テレビ）- 社長[注 7]
- 今年も生だよ芸人集合 笑いっぱなし伝説（2005年1月1日 - 2013年1月1日、テレビ東京） - 司会
- 超豪華!新春大激突!大物芸人お宝大公開モノホンはどれだ!（2005年1月3日、TBS） - MC
- 開運!グルメマスター 世界おせち料理対決であけましておめでとう（2005年1月4日、TBS） - 司会
- あなた説明できますか?（2005年2月26日 - 9月7日、毎日放送）- 司会
- 東京ワン泊 そうだ東京に泊まろう!（2005年5月18日、フジテレビ） - MC
- イマだ!タレント再生工場 「ノムさん」（2005年5月25日 - 2006年8月15日、フジテレビ）- 工場長
- THEランク（2005年9月13日、朝日放送） - 司会
- 100倍楽しむ韓国（2005年9月24日・2006年9月23日、TBS） - MC
- 超カンタン!自分発見テスト アナタ才能アルカモネ（2005年10月7日、テレビ東京） - MC
- 合格!日本語ボーダーライン（2005年10月9日・12月13日、朝日放送） - MC
  - 知らないと恥をかく!2006年版ニッポン国民新常識ボーダーライン（2006年4月8日、朝日放送）- MC
- お笑い芸人大忘年会（2005年12月29日・2006年12月29日、日本テレビ） - MC
- 芸能人○○感覚検証バラエティー バラズレ!（2005年12月30日・2007年1月21日、テレビ朝日） - MC
- クイズ敵か?味方か!? 2005年お騒がせスター ダマしあいスペシャル（2005年12月31日、テレビ東京）- 司会
- 人気芸人100人大集合お笑い国盗りクイズ!!芸能界誰についてく?仁義なき派閥抗争特大スペシャル!（2006年1月3日・4月28日、TBS） - MC
- ザ・放送ヲ阻止セヨ!!これ知られたら芸能界明日から生きてけない絶体絶命スペシャル!（2006年1月5日 - 2007年1月9日、TBS） - MC
- 芸人魂（ゲイニンコン）（2006年1月15日、フジテレビ） - MC
- 超地球ミステリー特別企画「1秒の世界」（2006年1月20日 - 2009年、TBS） - MC
- カスペ!（フジテレビ）
  - 永久保存版!みんなで歌おうアニメソングカウントダウン2006（2006年2月7日）- MC
  - 患者力で命を守れ!サイテー最悪病院にダマされないぞSP!!（2006年5月16日） - MC
    - 今、日本がおかしい!現役ドクター大告発!アナタの命を救う病院教えますスペシャル（2006年12月12日） - MC

  - 芸能人私生活のセンス完全抜き打ち一斉調査!（2011年10月25日・2012年3月6日） - MC
  - 親バカ特番 芸能人パパ大集合!ウチの子が一番カワイイよ決定戦（2013年8月6日） - MC
  - ものまねの歴史総決算!40年分まとめて見せますスペシャル（2015年2月3日）- MC
- 世界おもしろ珍メダル バカデミービデオ大賞（2006年2月21日 - 2012年10月10日、フジテレビ） - MC
- グルメリポーターが選ぶ日本全国最強“丼”!（2006年4月12日、TBS） - 司会
- こちら芸能特捜刑事!（2006年10月7日 - 2007年8月26日、日本テレビ） - MC
- 密着!「人間観察部」25時（2006年12月9日、日本テレビ） - MC
- 難攻不落の迷宮!TRAPラビリンス（2006年12月25日、フジテレビ） - MC
- 爆笑レッドカーペット（2007年2月18日 - 2008年2月17日・2025年8月11日、フジテレビ）- MC
  - 新春レッドカーペット（2011年1月1日 - 2014年1月1日、フジテレビ） - MC
- 東京マスメディア会議（2007年7月15日 - 2009年10月1日、フジテレビ） - MC
- モクスペ「世界のすんごい1位と世界のすんごいビリを全部見せちゃいますSP!!｣（2007年11月29日、日本テレビ） - MC
- 歌って笑って大騒ぎ!!お笑い芸人家族対抗マジ歌合戦!（2008年1月2日、フジテレビ） - MC
- あいまい語ペディア（2008年3月17日・7月14日、フジテレビ） - MC
- 客観偏差値バトル（2008年10月9日・2009年1月2日、TBS） - MC
- ビートたけしの今まで見たことないテレビ（2008年11月30日・2010年4月11日、日本テレビ） - 司会
- 決定!!芸能界100人アンケート!見たい聴きたいベストヒット（2008年12月20日、フジテレビ） - MC
- 宇宙で一番頭の良いワイドショー（2008年12月29日、フジテレビ） - MC
- 芸人によるぶっちゃけランキングバトル ベスト・アンド・ワースト（2009年3月14日、関西テレビ） - MC
- 偽装を見抜け!!クイズ!ガーセネーター（2009年4月1日、TBS）- MC
- クイズ!お笑い知ってる王（2009年4月2日、読売テレビ） - MC
- お笑いエピソードGP THE芸人大図鑑（2009年4月3日・10月2日、朝日放送） - MC
- ワンコイン☆グルメ 〜不況に優しい! 一流シェフのドリームクッキング〜（2009年4月25日、日本テレビ） - MC
- お笑い芸人どっきり王座決定戦スペシャル（2009年5月6日 - 2011年6月28日、フジテレビ） - MC
- バラエティーニュース キミハ・ブレイク「芸能界恥-1グランプリ」（2009年8月4日、TBS） - MC
- 芸能人がグッときた学べる!スター伝説100連発（2009年9月10日、フジテレビ） - MC
- 吉本新喜劇50周年記念特別番組「初めての人でも絶対笑える『よしもと新喜劇50周年SP』〜今田耕司とゆかいな仲間たち〜」（2009年9月12日、毎日放送）- ご意見番
- アナタの名字SHOW（2009年9月17日 - 2011年3月31日、日本テレビ） - MC
- クイズ!イマジニア（2009年10月8日 - 2010年5月6日、TBS） - MC
- うたゲーTOWN（2009年12月5日・2010年4月9日、日本テレビ） - MC
- 知的一級河川 バカの河（2009年12月22日、フジテレビ） - 司会
- デタラメ（2009年12月31日、フジテレビ） - MC
- 鶴瓶・今田 年始特番シリーズ（2010年1月2日 - 2014年1月4日、関西テレビ）- MC
- 今田東野!北の果ては俺の旬（2010年1月3日、中部日本放送）
- ジェネレーション天国（2010年1月9日 - 2011年3月23日、フジテレビ）- 司会
- 顔も声もご本人と一緒! 爆笑そっくりものまね紅白歌合戦スペシャル（2010年2月19日 - 2012年2月24日、フジテレビ）- 白組司会
- オモバカ8（2010年4月6日 - 2011年10月6日、フジテレビ）- レフェリーコミッショナー
- 芸人記者 体当たりスクープSP（2010年4月9日 - 2011年4月14日、TBS） - MC
- みんなの教科SHOW!（2010年5月21日・11月30日、フジテレビ） - MC
- グッドティーチャー（2010年9月4日、フジテレビ） - MC
- 芸能人ウワサの美人妻&イケメン夫（2010年9月17日、日本テレビ） - MC
- 世界!シュラバ人生劇場（2010年9月22日、TBS） - 司会
- チョイスリー（2010年10月10日、フジテレビ） - MC
- シンデレラ果報（2010年11月5日、TBS） - 司会
- 芸能界!家族対抗「家宝レシピ」（2010年11月7日、朝日放送） - MC
- ABCお笑い60年史 てなもんやからM-1まで いま明かされるマル秘伝説（2010年11月23日、朝日放送）- 司会
- 何歳（いくつ）の!?偉人伝（2010年12月30日・2012年9月8日、フジテレビ） - MC
- 地球侵略!ダバダバ大戦（2011年1月10日 - 2012年3月3日、フジテレビ）- 地球防衛軍 キャプテン
- 炎の体育会TV（2011年1月11日・7月3日・2023年9月23日 - 2024年3月16日、TBS）- コミッショナー→パーソナリティー
- バンクウォーク（2011年3月5日、フジテレビ） - MC
- スパニチ!!（TBS）
  - アメリカを笑わせろ!（2011年3月6日） - MC
  - クイズ!イチガン（2012年1月15日）- MC[注 8]
  - 頓知創造（2012年5月27日） - MC
- 名作ドラマ大事典!（2011年3月17日 - 2012年3月21日、TBS） - 司会
- THE三つ巴（2011年3月20日・7月1日、フジテレビ） - MC
- ふるさと活性化バラエティー ニッポンギンギン大使（2011年4月7日、日本テレビ） - MC
- 芸能界派閥口争勃発 陣取りトークナイン!（2011年6月28日、TBS） - MC
- テレビを輝かせた100人（2011年7月9日、フジテレビ） - 総合司会
- 男を上げる!夜のお悩み相談会（2011年7月30日、日本テレビ） - MC
- 今田耕司の嫁探し!（2011年7月31日、日本テレビ）
- ○○すぎる人々（2011年8月7日、フジテレビ） - MC
  - 極めた人のおトーク情報ショー すぎるひとびと（2012年1月7日、フジテレビ） - MC
- スター素顔が丸見え!○○さんと30人の身内さん（2011年10月4日、TBS） - MC
- スパモク!!「大ヒットのアノ本!試してみます」（2011年11月3日、TBS） - MC
- ワーストカップ（2011年12月27日、フジテレビ） - MC
- みんなで作る百科事典!ゆるペディア（2011年12月29日、TBS） - MC
- 日本の新しい笑い2012（2012年1月3日、日本テレビ）- スーパーバイザー
- ONOROKE（2012年1月4日、フジテレビ） - MC
- 極めた人のおトーク情報 すぎるひとびと（2012年1月7日、フジテレビ）- 司会
- KAMIWAZA 〜神芸〜（2012年1月8日・2013年2月17日、朝日放送） - MC
- ピン子&今田のニッポンの(秘)お値段 〜禁断!!お金のワイドショー〜（2012年1月12日、日本テレビ）- MC
- 家族対抗 家宝のイエメシ（2012年1月24日、朝日放送）- MC
- 土曜プレミアム（フジテレビ）
  - 爆生レッドカーペット（2012年2月18日 - 10月13日） - MC
  - ドラフトコント（2021年11月27日・2022年11月19日）- MC
- 〜運だけ賞金バラエティ!〜 ラッキーコロシアム（2012年3月3日、朝日放送） - MC
- 独占生中継!よしもと芸人史上最大の宴会!ミナミではしゃがナイト!（2012年4月8日、朝日放送） - MC
- マルCの殿堂（2012年7月5日、テレビ東京）- MC
- 涙のハートフルどっきり!今田シネマ 地獄から天国（2012年11月17日、朝日放送） - MC
- 終焉の美学（2012年12月22日、NHK総合）- 司会
- ミラレテル（2012年12月27日、フジテレビ） - MC
- 脳内エステ IQサプリ（2013年1月22日 - 2014年5月20日・2019年6月14日、フジテレビ）- サプリリーダー→主任
- 女医が解決!ベストアンサー（2013年4月21日、TBS） - MC
- ザ・ドキドキどっきり（2013年7月4日 - 2015年1月9日、フジテレビ） - MC
- セカンドプロポーズ 妻へもう一度愛の告白（2013年10月3日、TBS） - MC
- NGスクール（2013年10月12日・11月17日、テレビ朝日） - MC
- ぬけがけ御法度倶楽部（2013年12月29日、フジテレビ）
- 噺家が闇夜にコソコソ（2013年12月30日、フジテレビ）- 司会[注 9]
- ひつじオオカミ 〜ネットにダマされるな!使える情報15連発〜（2014年2月16日、フジテレビ） - MC
- 同じ穴の王様（2014年4月1日、日本テレビ） - MC
- クイズ!?正解は出さないで（2014年5月10日 - 2015年3月28日、日本テレビ） - MC
- 私がコレでキレました!!（2014年5月31日、テレビ朝日） - MC
- 初めて○○やってみた（2014年6月11日、テレビ朝日）- ゲストMC
- 特急で行こう! 〜この夏、絶対乗っておきたい列車ベスト20〜（2014年7月2日、TBS） - MC
- OZENDATE 〜芸能人の皆さん最高の大舞台を御膳立てしました!〜（2014年7月9日、TBS） - MC
  - おぜんだて 〜人気芸能人に夢の大舞台をお膳立て〜（2015年7月8日、TBS）- MC
- トイメン 〜ご相席よろしいですか?〜（2014年7月19日、フジテレビ） - MC
- 徳島 阿波おどり2014 今田と砂羽と踊る阿呆（2014年9月6日、NHK徳島放送局）
- すっぴんツアー!（2014年11月2日 - 2024年9月14日、福岡放送）
- 今田耕司の新婚さん、お邪魔します。（2014年12月30日、関西テレビ）
- 東京落語歩き（2015年1月4日、フジテレビ） - MC
- 今田耕司の世界オモシロ通販!（2015年8月9日 - 2017年7月22日、日本テレビ）- MC
- 関ジャニ∞のTheモーツァルト 音楽王No.1決定戦（2015年9月15日・2018年3月30日・2020年9月25日、テレビ朝日）
- 時代変われば! 〜昔のニッポンは衝撃の習慣だらけ〜（2015年11月4日、テレビ東京） - MC
- 今田耕司のGapWalker（2015年12月23日、フジテレビ） - MC
- 今田耕司の人生プランB 〜もしも一生独身だったら?編〜（2016年1月2日、関西テレビ）
- えっ!松本今田東野が深夜にカバーネタ祭り（仮）（2016年1月4日、TBS） - MC
- ドラゴンクエスチョン（2016年2月21日・2017年3月30日、読売テレビ） - MC
- 祝!今田耕司芸歴30周年!満喫♪人生初の一人旅!でもスターじゃなけりゃ自腹やで（2016年2月27日、朝日放送）
- 今田耕司芸能生活30周年 解禁!誰も知らない今田の扉（2016年3月19日、読売テレビ）- MC
- 今田・徳井がガチ婚活!?九州美女探しツアー（2016年8月20日、福岡放送）
  - 今田耕司の福岡お忍び美女探しツアー（2017年8月13日、福岡放送）
- 60サンキューpresents 今田東野のやっぱり名古屋が最高（2016年12月3日、CBCテレビ）
- BSスカパー!って知ってますか!? 今田耕司の裏ものまねチャンピオン決定戦（2016年12月16日、BSスカパー!） - MC
- ○年に1度の珍事ショー マレにしか起こらないTV（2016年12月22日、読売テレビ） - 編集長
- そう言えば良かったのか!絶体絶命アンサー ピンチ救う魔法の一言スペシャル（2017年5月21日、朝日放送） - 司会
- これが日本の新常識!なぜあの歴史が消えたのか?（2018年4月10日 - 2019年10月8日、テレビ東京） - MC
- キタイチ「いの一番」（2018年11月27日・12月4日、テレビ朝日） - MC
- お怒りバンク! 有名人の小さなお金に換えませんかSP!（2018年12月30日、テレビ朝日） - MC
- さよなら!アローン会（2019年5月4日・12月24日、NHK総合）
- 土曜☆ブレイク（TBS）
  - 爆笑!オールフォーワン（2019年8月31日） - MC
  - 〜国民スマホ動画発掘バラエティ〜 病みつきキャメラロール（2023年3月18日） - MC[28]
  - アノ有名人のココだけ話!側近サミット（2023年4月22日）- MC[29]
- いまだ大明神（2019年12月26日、フジテレビ） - MC
- 日テレ系お笑いの祭典 NETA FES JAPAN（2020年2月24日 - 2021年9月8日、日本テレビ） - MC
- 今田耕司★ヒットの世界 東大生が通販してみた（2020年3月14日 - 2022年11月20日、テレビ朝日）- MC
- 最強ものまねフェス2020（2020年6月13日、フジテレビ） - MC
- 大喜林 〜アノコト なんで呼ぶ?〜（2020年7月10日 - 9月27日、NHK総合） - 司会
- キズナデビルの挑戦状（2020年11月4日、テレビ朝日）- 「今田軍」リーダー
- 〜あなたが変われば、世界も変わる〜 みんなで考える依存症のコト（2021年2月20日、BS朝日） - MC
- 日曜ビッグバラエティ「楽しく学べる!最強教科書クイズ」（2021年2月28日、テレビ東京） - MC
- オハ! よ〜いどん（2021年3月18日 - 12月24日、NHK Eテレ）- 園長[注 10]
- 学ぶのは今だ!（2021年3月27日・8月25日、CBCテレビ） - MC
- 世界で急上昇!オニ推し動画ベスト50（2021年4月28日、テレビ朝日） - MC
- このあるある、コントにしてください!（2021年5月23日・2022年1月3日、関西テレビ）- MC
- 謎解き日本一決定戦X（2022年3月27日・2023年3月26日、毎日放送）- MC
- 5夜連続放送 春よ、来い!（2022年3月28日 - 4月1日、NHK総合）- 司会
- グルメ推理ゲーム 常連3（2022年4月6日 - 2023年4月7日、読売テレビ） - MC
- アナザースカイ（2022年6月12日、日本テレビ）- MC
- 今田耕司のおもてなしならお忍びで頼んます!（2022年8月21日 - 2023年9月30日、仙台放送）
- 生中継スペシャル! ニッポン「今」つないでみたら（2022年9月10日 - 2023年3月28日、NHK総合） - MC[30]
- いまだにファンです!（2022年12月4日、テレビ朝日）- 司会
- スター派遣!今田プロダクション（2023年1月8日・15日、関西テレビ） - 社長[31][32]
- メ〜テレ60周年 地元あるあるでネタづくり!地産地笑まんざい（2023年2月19日、メ〜テレ）- MC
  - スターの地元と笑いと深堀り!ふるさと漫才2024（2024年2月18日、メ〜テレ）- MC[33]
- これが解ければ一攫千金! クイズ!解金!企画SHOW（2023年3月12日・10月15日、日本テレビ） - MC[34]
- スゴEフェス2023（2023年11月25日、NHK Eテレ） - 司会[35]
- 新BS誕生スペシャル 神秘!迫力!真相!熱狂 心ゆさぶる地球ライブ（2023年12月2日、NHK BS・NHK BSプレミアム4K）- MC
- 今田孝太郎（2023年12月23日・2025年3月18日、フジテレビ）[36]
- 全日本高校先生クイズ選手権（2024年3月24日、毎日放送）- MC
- 前代未聞!芸能生活60周年 西川きよしのスター大爆笑大作戦! モーレツ!!パンチDE名人会（2024年3月30日、読売テレビ） - 「スター爆笑Q&A」MC[37]
- 新ニッポン観光!ウハウハ新名所の仕掛け人（2024年8月3日、静岡第一テレビ）- MC
- スパゲッTV（2024年11月2日・2025年3月30日、BSフジ）
- 珍ゴシップ・ザ・ワールド（2024年11月21日・2025年4月3日、フジテレビ）- スペシャルパネラー[38]
- 行くぞ!万博 最後のカウントダウン!HAHAHA!EXPO（2025年3月9日、BSよしもと）- MC[39]
- 出動!今田消防団!よしもと芸人全国大活躍Diary（2025年3月15日、BSよしもと）- ナビゲーター[40]
- 今田耕司の富山でおモテなし!（2025年3月23日、富山テレビ）
- 大相撲お宝映像スペシャル（2025年7月29日、NHK総合）- MC
- 世界に誇る!KANSAI地元自慢フェス2025（2025年8月18日、ベイコム）- 総合司会

代役MC
- 開運!なんでも鑑定団（2004年11月16日 - 2005年1月、テレビ東京） - 島田紳助の代役MC
- 今夜くらべてみました（2019年11月20日、日本テレビ）- カモンヌさん（徳井義実の代役進行）
- あさイチ（2022年2月18日、NHK総合）- 博多華丸・大吉の代役MC
- クイズ!THE違和感（2022年2月21日、TBS）- ノブ（千鳥）の助っ人MC
- ごぶごぶ（2025年4月19日・26日、毎日放送） - 浜田雅功の代役MC
- 水曜日のダウンタウン（2025年5月14日、TBS） - 浜田雅功の代役MC
- ダウンタウンDX（2025年5月15日・6月19日、読売テレビ）- 浜田雅功の代役MC

### CM
- 火の国ラーメン 〜のれん編〜（1986年/関西ローカル）
- タカラ ハートドキドキ電子手帳ペンタッチノルン（1994年）ルシール（1995年）
- 東洋水産 焼そばバゴーン（1994年）
- サッポロビール 黒ラベル（1996年） - 黒ラベルくん（2代目）として出演。
- トヨタ自動車 カローラ店（1997年 - 1999年）
- ハウス食品 さわやか吐息（2005年） - 田村亮（ロンドンブーツ1号2号）と共演。
- P&G「ジョイ」（2014年 - 2016年）
- パパラジーコム
- サントリー食品インターナショナル「BOSS レインボーマウンテンブレンド」（2015年）[41]
- 日本マクドナルド「大阪ロースカツバーガー」（2017年） - 平愛梨と共演
- 小林製薬
  - タフデント（2019年 - 2024年）
  - ハナノア（2019年 - ）
  - ナットウキナーゼ EPA DHA（2023年 - 2024年）
- 日本郵便「年賀状印刷」（2022年10月 - 2024年）

### ドラマ
- 熱い胸騒ぎ（1992年、TBS系）
- 彼と彼女の事情（1994年、テレビ朝日系） - 井上明 役
- いつかまた逢える（1995年、フジテレビ系） - 中田乾三 役
- 将太の寿司（1996年、フジテレビ系） - 岡村秀政 役
- ウルトラマンガイア 第46話（1999年、毎日放送制作・TBS系） - 今田 役
- 聖徳太子（2001年、NHK大阪放送局制作） - 小野妹子 役
- ナイトホスピタル（2002年、読売テレビ制作・日本テレビ系） - 坂本守 役
- ライオン先生（2003年、読売テレビ制作・日本テレビ系） - 榊原隼人 役
- シバトラ〜童顔刑事・柴田竹虎〜（2008年、フジテレビ系） - 木下満男 役 ※不定期ゲスト
- 世にも奇妙な物語20周年スペシャル（2010年、フジテレビ系） - 本人 役
- 下町ロケット 後編（2015年11月 - 12月、TBS系） - 一村隼人 役[42][43]

### ネットドラマ
- 火花 第8話（2016年6月3日、Netflix） - 今田 役

### インターネット配信
- 今田×東野のカリギュラ  (Amazonプライム・ビデオ、2017年6月9日 - 10月13日[44]
  - 今田×東野のカリギュラ シーズン2（2018年8月31日 - 11月23日）
- バチェラー・ジャパン（Amazonプライム・ビデオ）
- 今田耕司が都内の美人女子会にベロベ口潜入4時間完全生中継SP（2016年5月4日、AbemaTV）
- 今田耕司のカネになる恋の話（2016年8月20日、AbemaTV）
- 家-1グランプリ2020〜お笑い自宅芸No.1決定戦〜（2020年5月3日、ABEMA）[45]
- 今ちゃんねる。 - YouTubeチャンネル（2020年5月 -）
- 笑ラウドネスGP（2021年7月18日、ABEMA） - MC[46]

### ラジオ
- MBSヤングタウン 木曜日（1987年8月 - 1990年10月）、金曜日（1990年10月 - 1993年3月）（MBSラジオ）
- RASKIN BAY NIGHTS（ラジオ関西）
- 余談タイムズ（1992年、TBSラジオ）
- 今田・東野のパックインミュージック21 水曜日2部（1993年1月 - 1993年9月、TBSラジオ）
- 今田耕司・東野幸治のFLIP9共和国（1993年10月 - 1994年3月、TBSラジオ）
- 今田耕司と東野幸治の東京RADIO CLUB・金曜特別（1994年4月 - 1994年9月、TBSラジオ）
- Come on FUNKY Lips! 水曜日（1994年 - 1999年9月・2022年3月31日、文化放送）
- 今田耕司のオールナイトニッポンGOLD（2013年6月14日・8月30日・12月13日、ニッポン放送）
- 今田Radio（2023年5月4日・2024年1月3日・1月8日、NHKラジオ第1）
- 今田耕司のお耳拝借!金曜日（2025年4月4日 - 、TBSラジオ）[47]

### 舞台
- ルミネtheよしもと新喜劇座長
- 尋常人間ZERO（2008年）
- 愛Pod（2009年）
- 愛Pod 才能は努力では手に入らないのですか?（2010年）
- NGワードライフ（2011年、2012年）
- The Name（2013年）
- AVM
- 正偽の芸能プロダクション（2023年）

### 実写映画
- 遺産相続（1990年）
- ダウンタウン松本人志の流 頭頭（1993年）
- ミナミの遊侠伝 なんぼのもんやねん（1994年） - 主演：裕二 役
- バースデイプレゼント（1995年）
- ぼくんち（2003年） - 安藤 役
- 蟬しぐれ（2005年） - 島崎与之助 役
- ラブ×ドック（2018年） - 男性患者 役（友情出演）[48]

### アニメーション映画
- ギブリーズ episode2（2002年、スタジオジブリ） - 米ちゃん 役
- マインド・ゲーム（2004年、制作:スタジオ4℃、監督：湯浅政明） - 主演：西 役

## 著書
- 今田耕司のララバイ伝（1996年、ソニー・マガジンズ刊）
- 今田耕司が撮った13人のオンナ（2016年、光文社刊）

## CD
- 親父の唄〜ラスベガス・ヴァージョン（今田耕司・東野幸治名義、BMGファンハウス、1993年2月1日）
  - 今田は作詞も担当しており、本人によるとこの曲で作詞印税を20万円手にしたという[49]。
- チュンチュンワールド（大和田りつこ、岡崎裕美、今田耕司、東野幸治、池谷幸雄、こどもコーラス元気隊名義、日本コロムビア、1994年10月21日発売。NHK「みんなのうた」）
- チュンチュンワールド〜マジックカーニバル（大和田りつこ、岡崎裕美、こどもコーラス元気隊名義、日本コロムビア、1995年8月1日発売。NHK「みんなのうた」）
  - 「チュンチュンワールド」の第2弾楽曲で、この楽曲には今田、東野、池谷の3人は参加していない。が、カップリングに第1弾である「チュンチュンワールド」が収録されており、その際にサブタイトルが付き「チュンチュンワールド〜おげんきたいそう」となっている。
- Lady Boy（大阪パフォーマンスドール Featuring 今田耕司、東野幸治名義、1994年11月2日発売、Epic/Sony Records）
- SO・YA・NA（WEST END×YUKI from O.P.D.名義、Epic/Sony Records）
  - SO・YA・NA（1995年2月22日）
  - SO・YA・NA グレーテストヒッツ（1995年10月21日）
  - フォークがSO・YA・NA（1995年11月22日）
「EAST END×YURI」の楽曲「DA・YO・NE」を大阪弁でカバーしたCD。「EAST END×YURI」のパロディ企画ユニット「WEST END（今田耕司、東野幸治）×YUKI（武内由紀子）」を結成、1995年に発売された。「SO・YA・NA グレーテストヒッツ」1曲目・6曲目を石野卓球が手がけた。「フォークがSO・YA・NA」とアレンジバージョンも作られ、「DA・YO・NE」の方言カバーのご当地ソングを集めたCDアルバムにも収録されている。
- テイ・トウワプロデュース作品リスト
  - ナウ ロマンティック（KOJI1200名義、1995年12月6日）
  - I LOVE AMERICA（アメリカ大好き!）（KOJI1200名義、1996年1月19日）
  - I LOVE AMERICA REMIX（アメリカ大リミックス!）（KOJI1200名義、1996年2月21日）
  - DUET!! （KOJI-12000名義、原万紀子とのデュエット、1997年11月27日）
  - DISGUSTING（KOJI-12000名義、1998年2月15日）
  - Shining Star（KOJI1200名義、2024年8月7日）

## 受賞歴
1995年
- 第6回ザテレビジョンドラマアカデミー賞 助演男優賞（『いつかまた逢える』）